# ماكسيميليانو ميزا (لاعب كرة قدم)
ماكسيميليانو ميزا (بالإسبانية: Maximiliano Meza)‏ هو لاعب كرة قدم أرجنتيني في مركز الوسط، ولد في 13 يونيو 1997 في الأرجنتين. لعب مع Independiente Rivadavia ‏.

## وصلات خارجية
- ماكسيميليانو ميزا (لاعب كرة قدم) على موقع Soccerway.com (الإنجليزية)